# Change Your Life (canção de Little Mix)
"Change Your Life" é o terceiro single do álbum de estreia do girl group Little Mix. Foi composta pela banda e por Richard "Biff" Stannard, Tim Powell e Ash Howes. O lançamento da faixa ocorreu em 15 de Fevereiro de 2013 na iTunes Store pela Syco Music, sendo o terceiro single do álbum.

## Antecedentes
Após ganharem a oitava temporada do The X Factor, Little Mix trabalhou com Richard "Biff" Stannard, Tim Powell e Ash Howes em seu primeiro single, "Cannonball", que debutou em primeiro lugar na parada de singles do Reino Unido. O grupo embarcou na turnê do The X Factor em janeiro de 2012, quando o grupo encontrou com Stannard, Powell e Howes, que compuseram canção do seu álbum de estreia DNA. Antes primeira música desenvolvida foi "Change Your Life", baseada na experiência do grupo no The X Factor é com os fans. Ela foi gravada no Biffco Studios em Brighton, Inglaterra. Em uma entrevista para o Daily Mirror, em janeiro de 2012, Perrie Edwards citou, "Estamos indo para um lado urban, old school com um pouco de pop. Queremos trazer de volta as harmonias da Old school é, beat-boxes da Jesy e os raps da Leigh-Anne, então estamos experimentando coisas diferentes. Foi escrita como uma canção com uma mensagem edificante. Jade Thirlwall disse a Robert Copsey do Digital Spy, que o grupo amou a mensagem da canção e que elas estavam ansiosas para lança-la. Serban Ghenea mixou a canção no MixStar Studios,  Virginia Beach, Virginia e Tom Coyne foi responsável pela masterização do áudio.
Little Mix lançou "Change Your Life" Antes do lançamento do álbum, DNA, apresentou a canção pela primeira vez no evento Children in Need, em 16 de novembro de 2012. a capa do single e o seu lançamento ocorreram no mesmo dia. A canção foi enviada para as rádios do Reino Unido no dia 5 de janeiro de 2013. Um EP foi lançado na Irlanda e no Reino Unido no dia 15 de fevereiro de 2013. Este contém Remixes de "Change Your Life" feitas por Bimbo Jones e Sonny J, além de uma versão editada da canção.

## Composição
"Change Your Life" é um meio-tempo, uma balada power pop com três minutos e 21 segundos. Contém elementos do soul e da música contemporânea urbana, sua instrumentação inclui saltos de R&B linhas de piano e pulsações, batidas de condução. A canção começa com uma palavra falada emocionalmente desgastada introduzida por Leigh-Anne, 4Music disse que a introdução de palavras faladas faz lembrar a do single "'Never Ever'" do grupo All Saints, 1997. O refrão "'Change, change your life, take it al [...] We gonna stick together, know we get through it all" é comprometida pelo grupo em harmonia um espiral de piano em linhas, linhas de teclado em cascata e ruídos de cordas.  De acordo com a partitura publicada digitalmente no "Musicnotes.com" pela Sony/ATV Music Publishing a extensão vocal das integrantes da Little Mix na canção vai da nota A3 até a E5. Escrito no tom da Lá maior,a faixa é definida em tempo comum a um ritmo moderado de 80 batimentos por minuto.
Liricamente, a canção é motivacional, inspiradora e uma reafirmação da irmandade. Fala do poder feminino, da perseverança e do auto empoderamento. Similar ao primeiro single, do álbum "DNA", Wings, 2012,  seu conteúdo lírico considera estar à altura da crítica e permanecer forte diante da adversidade. No entanto, ao contrário de "Wings", "Change Your Life" mostra uma maior vulnerabilidade e simpatia por aqueles que lidam com questões de autoconfiança. De acordo com Lewis Corner do Digital Spy, Change your Life" revigora o boom de poder feminino do final dos anos 90. Dann Stubbs do NME comparou o piano instrumental da canção àquelas da faixa da banda britânica Coldplay. Andrew Unterberger do PopDust, opinou que a produção em "Change Your Life" é uma reminiscência do trabalho de Ryan Tedder.

## Recepção da crítica
Lewis Corner do Digital Spy, deu a canção quatro de cinco estrelas, elogiando as harmonias, "pitch-perfect", da Little Mix e a capacidade de Richard Stannard de criar um hino pop. Dan Stubbs do NME elogiou a letra da canção e considerou o refrão "monumental". Christopher Hooton do Metro chamou a canção de "cativante e hino". Jon Hornbuckle do So So Gay, sentiu que "Change Your Life" era uma óbvia escolha como single e que seu coro de hino é a definição de poder feminino em 2013. Adrian Thrills do Daily Mail deu uma crítica positiva a música, "Os vocais são inesperadamente potentes, com o canto da harmonia de Perrie, Jesy, Leigh-Anne e de jade que misturam impressionantemente na grande balada "Change Your Life". Amy Gravelle do Entertainment Wise,  disse que a trilha tem sucesso em superar as baladas pop genéricas, acrescentando, o que é surpreendente, para uma banda que passou pelas mesmas provas mentais e tribulações de outros concorrentes do X Factor que falharam no primeiro obstáculo,álbum.

Change Your Life é a primeira música que escrevemos juntas e eu acho que você pode realmente dizer que quando você ouvir a letra e a qualidade. Nós tínhamos acabado de sair do The X Factor, nós estávamos pensando sobre isso e pensávamos sobre os fãs, por isso é bastante importante. Eu acho que é muito edificante."
— Jade Thirlwall em entrevista ao Digital Spy.

Vicky Newman do Shields Gazette, chamou "Change Your Life" de brilhante,  raciocinando: "As raízes urbanas de Leigh-Anne combinam perfeitamente com a voz e as harmonias de Jade e Perrie transformam-no em um hit". Nicky Diaz do The Miami Hurricane, disse que a música deixa os vocais e as harmonias do grupo brilhar, chamando-a como uma pista de destaque do DNA. Um repórter de 4Music descreveu a música como "muito dramática, muito séria, coisa linda". O repórter concluiu: "A forte balada e a mensagem de empoderamento não decepcionam". "Change Your Life" foi listada como um dos dois destaques do DNA por John Meagher do Irish Independent. Um escritor da Redbrick considerou a música inspiradora, opinando que a música é um dos "momentos verdadeiramente surpreendentes". Andrew Unterbeger do PopDust deu a "Change Your Life" três estrelas de cinco, descrevendo a performance vocal do grupo como o melhor atributo da música.

## Charts
Change Your Life estreou no número 116 no UK Singles Chart em 1 de dezembro de 2012, devido a fortes downloads digitais após o lançamento de DNA. Reentrou no gráfico em 2 de fevereiro de 2013 no número 36, vendendo um total de 9.019 cópias digitais naquela semana. A canção subiu para o número 31 na semana seguinte antes de receber um aumento de vendas de 140% seguindo a apresentação de Little Mix no The Graham Norton Show, subindo 19 lugares para o seu pico de número 12 na semana seguinte. "Change Your Life" marca o quarto hit consecutivo da Little Mix no Reino Unido.  "Change Your Life" estreou no número 13 no Irish Singles Chart em 7 de fevereiro de 2013, marcando a estreia mais alta das paradas irlandesas. Ele subiu para o seu pico de número 12 na semana seguinte, antes de cair para o número 17 na semana seguinte.  A canção passou um total de dez semanas no gráfico. Na Escócia, "Change Your Life" estreou no número 28 no Scottish Singles Chart de 2 de fevereiro de 2013.  Em 23 de fevereiro de 2013, a música chegou ao número oito, tornando-se o quarto single consecutivo do Little Mix no país.
Na Eslováquia, "Change Your Life" estreou e atingiu o pico no número 60 no Eslovaco Airplay Gráfico emitido na oitava semana de 2013. Permaneceu no gráfico por quatro semanas não consecutivas.  "Change Your Life" estreou no número 43 no Australian Singles Chart de 24 de março de 2013.  Depois de semanas de ganhar novos picos, a música chegou ao número oito em 21 de abril de 2013, tornando-se o segundo hit de Little Mix no top 10. Desde então passou um total de 12 semanas no gráfico e foi certificada dupla platina pela ARIAA pelas expedições de 70.000 cópias. Change Your Life estreou e atingiu o pico no número 35 no New Zealand Singles Chart datado de 8 de abril de 2013, marcando o segundo single mais bem sucedido do grupo até agora. A canção estreou e atingiu o pico no número 21 na Coreia do Sul, Gaon International Chart em 27 de abril de 2013, vendendo 5.094 cópias naquela semana. É o single mais recente da Little Mix na Coréia do Sul até hoje e, desde então, passou quatro semanas no gráfico e vendeu um total de 14.586 cópias no país. "Change Your Life" estreou e atingiu o pico na lista de singles franceses no número 132 em 4 de maio de 2013, marcando o segundo single mais bem sucedido do grupo até agora.

## Vídeo musical

### Informações da base
| “ | "Elas decidiram filmar nos bastidores durante a turnê e eu acho que é uma ótima ideia. Isso mostra que elas são apenas garotas normais e estão dizendo aos fãs que eles podem realizar seus sonhos se eles confiarem em si mesmos. Eu não tinha percebido que eu estava identificando, então eu fiquei um pouco em choque quando eu vi, mas acho que o vídeo é brilhante" | ” |

Em 13 de dezembro de 2012, o grupo postou um vídeo de letra de "Change Your Life" em sua conta na VEVO. Originalmente especulou-se que o vídeo da música teria visuais refletindo o tema da auto-crença e superar a auto-dúvida. Em 15 de janeiro de 2013, Jade Thirlwall disse a Robert Copsey, da Digital Spy, que o videoclipe mostrará as personalidades individuais da Little Mix: "Queremos que nossos vídeos sejam o melhor que podemos fazer", explicou Thirlwall. Ela também revelou que o vídeo será mais suave e real do que os vídeos musicais anteriores do grupo. "Estamos apenas retratando a música e executá-la como deve ser, não há fogos de artifício ou backflips, é apenas nós entregando uma grande canção", Thirlwall acrescentou. Little Mix queria mostrar o que elas são, centrando-se mais em torno de si mesmos do que em vídeos de música anteriores. O vídeo oficial da música "Change Your Life" foi lançado em 18 de janeiro de 2013, mas estreou em Vevo em 31 de janeiro. Foi filmado em dois dias. Cenas do vídeo foram filmadas no Rhyl Pavilion Theatre em Rhyl, quando o grupo estava realizando um show lá como parte do seu DNA Tour no final de janeiro de 2013. Um porta-voz do teatro disse: "Estamos muito orgulhosos de ser destaque como parte do vídeo de "Change Your Life" da Little Mix e sinto que é uma grande conquista para o Rhyl Pavilion". O vídeo apresenta as mães das integrantes Norma Thirlwall, e mãe de Perrie Edwards, Debbie Dufty. Norma Thirlwall disse: "Depois de um tempo, todos esqueceram que as câmeras estavam lá, então parece realmente natural".  Após um acordo de colocação de produtos negociado pela divisão de conteúdo da Starcom MediaVest, Liquid Thread, o vídeo também considera que o Samsung Galaxy possui exclusividade em sua categoria de tecnologia. Andrew Wynd, diretor de mídia, marketing corporativo da Samsung Electronics, opinou: "Foi fantástico poder mostrar de forma transparente algumas das funcionalidades [do Samsung Galaxy] no vídeo Little Mix". Rupert Britton, diretor de estratégia de conteúdo Para Liquid Thread também comentou sobre:
              Estamos entusiasmados com a integração da marca no novo vídeo da Little Mix 'Change Your Life'. Trata-se de inspirar pessoas a mudarem  sua vida para melhor.

### Sinopse
O vídeo da música "Change Your Life" mostra o ambiente por trás das cenas da primeira turnê solo do grupo, TheDNA Tour. Um repórter do Daily Mail escreveu que o vídeo vê Little Mix "abraçando seu estilo geralmente casual, mas nervoso". Jade Thirlwall é retratado vestindo um laço em seus cabelos e Perrie Edwards combina seu cabelo roxo com um vestido azul macio. Outros olhares incluem Jesy Nelson ostentando um casaco de camuflagem e Leigh-Anne Pinnock vestindo uma camisa de futebol. Christopher Hooton do Metro descreveu o visual do grupo no vídeo como "novo seapunk-meets-90s-star". Hooton também mencionou que o vídeo da música apresenta a banda "andando juntas". O grupo é primeiro retratado sentado ao redor dos bastidores enquanto espera para ter seus cabelos e maquiagem feito. Em outra cena, Little Mix é filmado em seu ônibus de turnê. Esta cena caracteriza Jade Thirlwall que escreve em um caderno como as outras integrantes do grupo jogam ao redor, riem e fazem exame de retratos de cada uma dormirndo usando. O grupo então olha para as fotos que elas tiraram juntos. Em uma cena diferente, Perrie Edwards é visto acariciando um cachorrinho. Little Mix também são retratados cantando "Change Your Life" um para o outro em um estúdio e se preparando para ir ao palco em sua turnê. Outras cenas apresentam o grupo em um ensaio de dança, usando expressões faciais engraçadas com suas mães nos bastidores. Durante o ensaio de dança, o grupo é visto praticando movimentos de dança para sua setlist de turnê de DNA com seu coreógrafo de turnê e dançarinos de apoio.  Em outras cenas, o grupo é visto brincando com suas próprias bonecas Little Mix e Thirlwall, desportivo cabelo azul, é rodado fora em uma caixa de papelão. Antes de ir ao palco, Leigh-Anne Pinnock é vista sorrindo como um artista de maquiagem aplicando seus toques finais enquanto Thirlwall é retratada aplicando sua própria maquiagem. O grupo centra-se então enquanto se mostram apoio mútuo abraçando um outro antes de dirigir ao palco. Após o show, o quarteto é visto mostrando sua solidariedade, abraçando um ao outro novamente.

### Recepção
Alicia Adejobi, da Entertainment Wise, escreveu que o videoclipe prova que "o poder feminino está bem e verdadeiramente de volta". Adejobi continuou a destacar a cena em que o grupo se liga com suas mães, considerando-o o segmento mais tocante do vídeo e particularmente reminiscente do videoclipe das Spice Girls de "Mama" (1997). Kate Lucey, da Sugarscape, deu ao vídeo um comentário misto: "É um pouco decepcionante visto ao videoclipe anterior". No entanto, Lucey, elogiou o estilo de Jesy Nelson e o estilo de Perrie Edwards no videoclipe. Um jornalista do Daily Mail reviu positivamente o vídeo da música, "Mesmo que a girl group  tenha tido contratempos pessoais, a banda parece tão sólida" como sempre''. O repórter considerou o vídeo como seu mais pessoal contudo, e elogiou os lados mais macios e divertimento do grupo nele. O repórter do Daily Mail passou a dizer que o vídeo demonstra o quão próximo o grupo está e que ele manifesta que Little Mix está mais forte do que nunca.

## Performances ao vivo

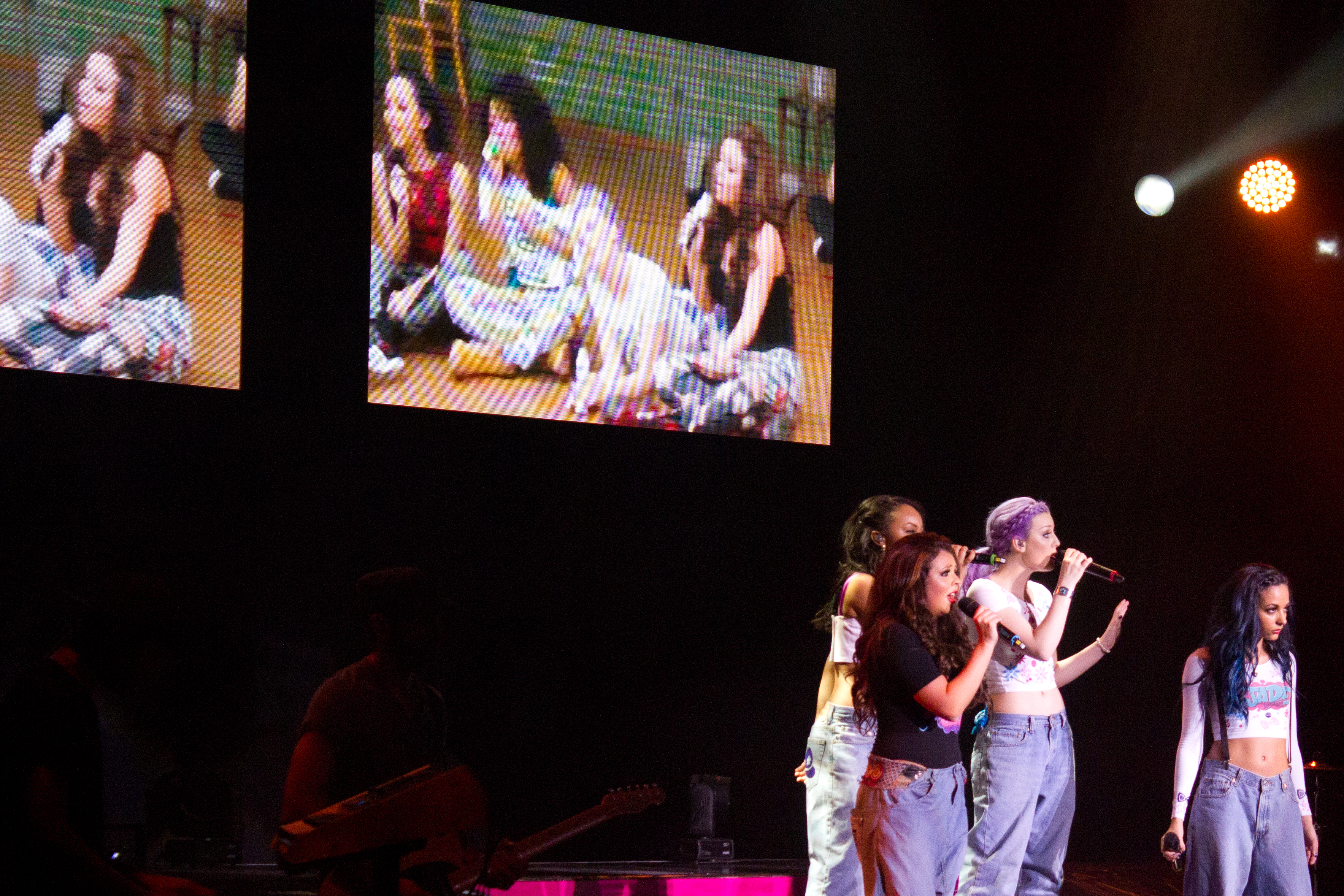
Little Mix cantando a canção Change Your Life em 2013.

Little Mix apresentou "Change Your Life" pela primeira vez no Children in Need da BBC em 16 de novembro de 2012. Lizzie Cox, da Sugar, escreveu que o desempenho era impressioante. Após Perrie Edwards ter removido suas amígdalas em dezembro de 2012 e Jade Thirlwall perder sua voz, o grupo conseguiu executar a música ao vivo em Dancing on Ice em 20 de janeiro de 2013. Apesar de seus problemas de garganta, Little Mix "sua nota alta foi magnífica", de acordo com Kate Lucey de Sugar que rotulou o desempenho "impecável". 4Music revisou positivamente o desempenho, "As garotas pareciam fantásticas . O desempenho também recebeu elogios dos fãs do grupo no Twitter.  Em 31 de janeiro de 2013, Little Mix apareceu no The Graham Norton Show para uma entrevista e uma performance de "Change Your Life". Carl Smith, do Sugar, elogiou a aparência fofa do grupo durante o desempenho e a cabeça de Minnie Mouse inspirada em Jade Thirlwall. Em 14 de fevereiro de 2013, Little Mix fez uma entrevista e apresentou o single na ITV's This Morning.
"Change Your Life" é executado como parte do encore durante a setlist de Little Mix para sua turnê DNA 2013. Antes do desempenho, a mudança do grupo em seu traje final para o setlist. Depois da performance, Little Mix agradece à multidão por ter vindo, e agradecer a sua banda. Shields Gazette, que estavam na data da turnê na Câmara Municipal de Newcastle, escreveu que a multidão cantou o nome do grupo até que elas reapareceram para a performance da canção. Um escritor de jornal elogiou a performance: "Foi uma performance impressionante de uma banda, que está destinada a ser enorme  em todo o mundo".  Lewis Corner, da Digital Spy, que estava na data da turnê em O Hammersmith Apollo, opinou: "As garotas pareciam genuinamente humilhadas pela resposta arrebatadora da multidão". Corner acrescentou: "É uma sorte que a Little Mix parece gostar de fazer turnês, porque eles têm todo o mundo para viajar ainda". Um jornalista do Express & Star que assistiu à data da turnê no Civic Hall em Wolverhampton considerou O "Change Your Life" desempenho "poderoso". O jornalista também mencionou que a multidão estava em tumulto durante a performance e opinou ainda, "Little Mix pode ter nascido de um show de talentos de TV, mas eles estão crescendo em um ato de classe.

## Faixas
| Descarga digital |                                              |         |  |
| N.º              | Título                                       | Duração |  |
| 1.               | "Change Your Life (Single Mix)"              | 3:21    |  |
| 2.               | "Change Your Life (Sonny J Mason Radio Mix)" | 4:21    |  |
| 3.               | "Change Your Life (Bimbo Jones Radio Edit)"  | 2:48    |  |
| 4.               | "Change Your Life (Bimbo Jones Radio Edit)"  | 3:20    |  |

## Desempenho nas paradas musicais

### Paradas semanais
| Parada (2013)                     | Melhor posição |
| --------------------------------- | -------------- |
| Austrália (ARIA)                  | 8              |
| França (SNEP)                     | 132            |
| Irlanda (IRMA)                    | 12             |
| Nova Zelândia (Recorded Music NZ) | 35             |
| Escócia (Scottish Singles Chart)  | 8              |
| Eslováquia (Rádio Top 100)        | 60             |
| Coreia do Sul (GAON)              | 21             |

### Certificações
| País                  | Certificação | Vendas  |
| --------------------- | ------------ | ------- |
| Austrália (ARIA)      | 2× Platina   | 140,000 |
| Nova Zelândia (RIANZ) | Ouro         | 7,500   |
| Reino Unido (BPI)     | Prata        | 200,000 |
| Venezuela (AMPROFON)  | Ouro         | 15,000  |

## Histórico de lançamento
| País        | Data                    | Formato               | Gravadora  |
| ----------- | ----------------------- | --------------------- | ---------- |
| Reino Unido | 5 de janeiro de 2013    | Lançamento nas rádios | Syco Music |
| Reino Unido | 15 de fevereito de 2013 | Download digital      | Syco Music |
| Irlanda     | 15 de fevereito de 2013 | Download digital      | Syco Music |